# Internationale Städtebau-Ausstellung Düsseldorf 1910

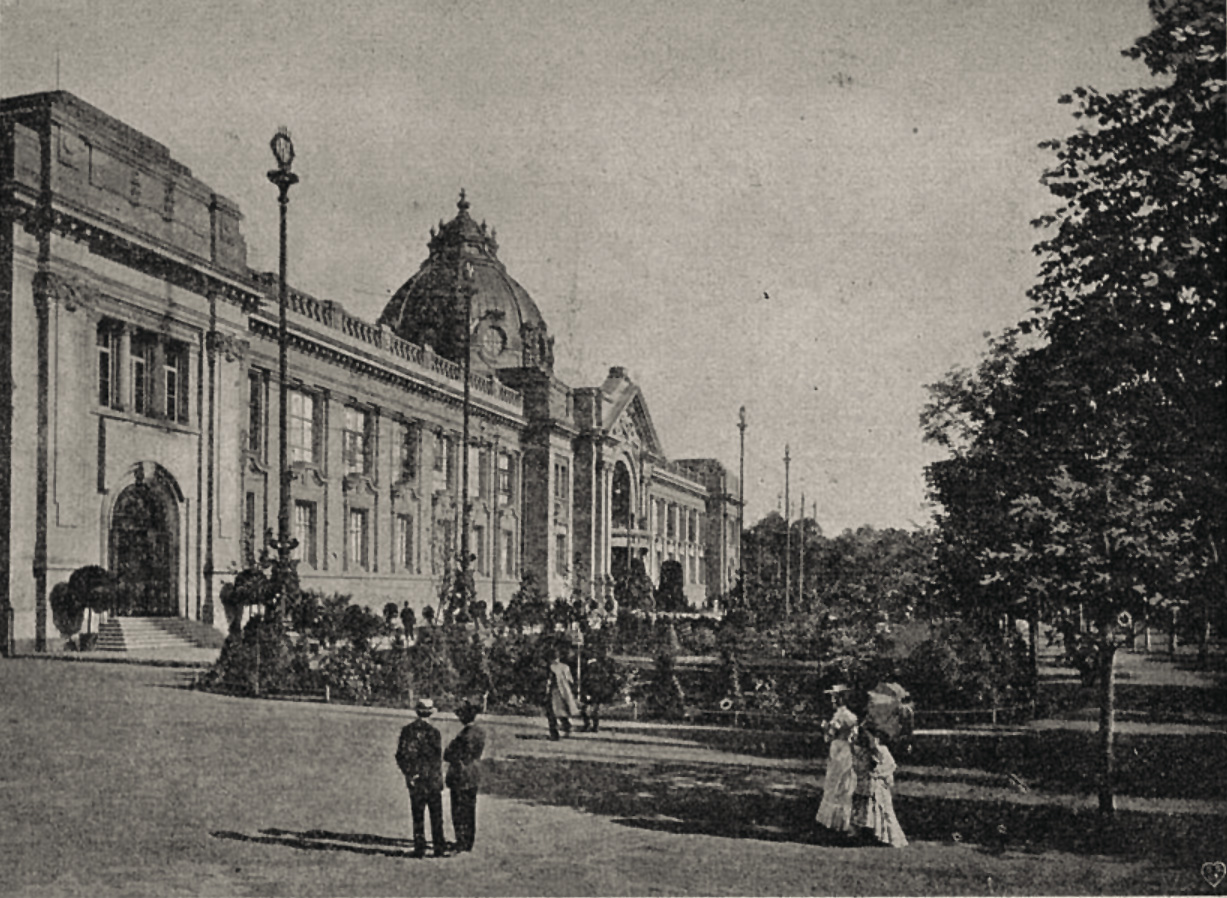
Kunstpalast Düsseldorf, Foto (1907)

Die Internationale Städtebau-Ausstellung Düsseldorf 1910 war eine Ausstellung und Vortragsveranstaltung zu Fragen der Stadtplanung und Stadtentwicklung. Sie fand vom 5. August bis 25. September 1910 im nördlichen Flügel des Kunstpalastes in Düsseldorf statt. Zum ersten Mal wurden in dieser Veranstaltung die urbanistische Bedeutung des „rheinisch-westfälischen Städtegebietes“ in einem internationalen Planungskontext aufgerollt und dessen Fragen der modernen Großstadtentwicklung umfassend öffentlich erörtert.

## Geschichte
Vom 26. bis 28. Mai 1910 hatte eine Delegation von Vertretern aus Politik und Verwaltung der Stadt Düsseldorf, die vom Beigeordneten Karl Geusen angeführt wurde, in Berlin die Allgemeine Städtebau-Ausstellung besichtigt. 1908/1909 war Düsseldorf, das in der Phase der Hochindustrialisierung in Deutschland als „Schreibtisch des Ruhrgebiets“ bedeutend angewachsen war, durch Eingemeindungen auch räumlich vergrößert worden. Für das Düsseldorfer Gebiet stellte sich die Frage einer gesamtstädtischen Stadtentwicklungs- und Flächennutzungsplanung, um das rasante Wachstum der Stadt in geordnete Bahnen zu lenken, ihre Stadtteile besser miteinander zu verbinden und die eigenen Planungen mit denen der Region zu verknüpfen. Nach dem Vorbild des 1908/1909 durchgeführten „Wettbewerbs um einen Grundplan für die Bebauung von Groß-Berlin“ beschäftigten sich Düsseldorfer Planer und Politiker daher mit Fragen der städtebaulichen Gesamtplanung und einer Frühform der regionalen Planung.
Die Berliner Ausstellung war von dem jungen Architekturkritiker und Urbanisten Werner Hegemann, einem Neffen des weithin bekannten Architekten Otto March, organisiert worden, um seine Erfahrungen über Städtebau, Freiraum-, Stadt- und Regionalplanung öffentlich zu machen und zu diskutieren, die er 1908/1909 durch einen Aufenthalt in den Vereinigten Staaten gewonnen hatte. Nach Rücksprache mit dem Düsseldorfer Oberbürgermeister Wilhelm Marx vereinbarte Geusen mit Hegemann eine Wiederholung der Berliner Ausstellung in Düsseldorf, um dort die öffentliche Diskussion um die baulichen und verkehrstechnischen Anforderungen einer modernen Großstadt zu befruchten. Hegemann hatte kurz zuvor noch geplant, Teile seiner Berliner Ausstellung unmittelbar anschließend auf der Town Planning Conference des Royal Institute of British Architects in London zu zeigen. Deren Termin war aufgrund des Todes von König Eduard VII. jedoch auf Oktober 1910 verschoben worden.
Für die Organisation der Düsseldorfer Ausstellung wurde Regierungsbaumeister Gustav Langen, seit 1909 Assistent am Städtebaulichen Seminar der Technischen Hochschule Charlottenburg, als „Generalsekretär“ berufen. Ab der zweiten Juniwoche 1910 beschäftigte dieser sich intensiv mit organisatorischen Einzelheiten wie Versicherungen, Personal- und Transportfragen. Hegemann behielt sich die Gestaltung der Ausstellung vor, insbesondere die Hängung der verschiedenen Pläne. Die Stadtverordneten bewilligten 30.000 Mark für die Ausstellung einschließlich der Honorare. Ihnen hatte Hegemann in einem Schreiben die Aussichten des Projekts unter anderem mit folgenden Worten unterstrichen:

„… die Düsseldorfer Staedtebau Ausstellung wird für die westliche Hälfte des Reiches und ganz besonders für die sich rasch entwickelnden Staedte des Industriegebiets eine ähnliche vorbildliche Bedeutung gewinnen können wie die Berliner Ausstellung sie für den Osten gehabt hat.“

Trotz Einnahmen von knapp 16.500 Mark überstiegen die tatsächlichen Kosten am Ende jedoch den Haushaltsansatz um etwa 20.000 Mark, so dass das Defizit aus dem städtischen Haushalt nachfinanziert werden musste.
Im Düsseldorfer Kunstpalast wurden 2338 Exponate gezeigt, mithin mehr Materialien als in Berlin, darunter die Planungen zu „Groß-Berlin“ und die Projekte anderer deutscher Städte, insbesondere aus dem rheinischen und westfälischen Raum, ferner Pläne von Boston, London, Zürich, Kopenhagen, Stockholm und Helsinki sowie die Planungen von Daniel Burnham zu „Groß-Chicago“, die in Berlin noch nicht präsentiert worden waren und bei Oberbürgermeister Marx einen besonders nachhaltigen Eindruck hinterließen. Im Zentrum der Ausstellung und einer „Städtebauwoche“ mit Fachvorträgen standen Fragen zur Bevölkerungs- und Siedlungsentwicklung der Großstädte und urbanen Ballungsgebiete sowie deren Probleme im Hinblick auf Verkehr, Stadthygiene, Wohnungsbau, Bodenpolitik und Grünflächen. Die siebenwöchige Ausstellung wurde von annähernd 25.000 Personen besucht. Ihr Publikum bestand aus Fachleuten und aus interessierten Laien. Höhere technische Beamte der meisten rheinischen und westfälischen Städte verabredeten sich zweimal zu gemeinsamen Besichtigungen und Besprechungen. Die Ausstellung wurde aufgrund zusätzlich eingesandter Materialien am 19. August im laufenden Betrieb vergrößert und hätte noch länger gedauert, wenn sie nicht vorzeitig abgebrochen werden musste, weil ihre Exponate anschließend auf Fachveranstaltungen in London und Zürich gezeigt werden sollten.
Die „Städtebauwoche“ (16. bis 24. September 1910), die Vortragsreihe in der letzten Woche der Ausstellung, wurde von 483 Teilnehmern besucht. Werner Hegemann hielt dort einen Vortrag über „Grünanlagen im amerikanischen Städtebau“. Fritz Wever referierte über „Städtebauliche Aufgaben im Industriegebiet“, Hermann Jansen über „Die Stadterweiterung der Neuzeit“, Richard Petersen über „Das Problem des Personenverkehrs in den modernen Großstädten“, Otto Blum über „Die Bedeutung der Eisenbahnen für die Entwickelung der Großstädte nach der fördernden und hindernden Seite“, Walter von Engelhardt über „Parks und Waldgürtel“, Friedrich Freund über „Moderne Entwickelung städtischer Bodenpolitik in Deutschland“, Josef Brix über die „Beziehungen des städtischen Tiefbaus zur städtebaulichen Planung“, Adolf Weber über „Zwang und Freiheit bei der Lösung der Wohnungsfrage“, Otto Lindecke über „Fragen des Kleinwohnungswesens“, Adolf Damaschke über die „Bedeutung der Bodenbesteuerung für die Wohnungsreform“, Albert Südekum über „Recht und Sitte im Wohnungswesen“, Albert Erich Brinckmann über „Zwei Grundbedingungen des künstlerischen Städtebaus“ und Otto Most über „Die deutsche Stadt und ihre Verwaltung“. Unter dem Titel „Vom Bauerndorf zur Großstadt“ stellte Gustav Langen „eine Betrachtung der menschlichen Siedelung in Vergangenheit, Gegenwart und Zukunft“ an.
Aus Ausstellung und Fachvorträgen erwuchsen Perspektiven und Grundlagen für die folgende Auslobung eines „Wettbewerbs zur Erlangung eines Bebauungsplanes der Stadt Düsseldorf“. Dessen Ergebnisse sollten auf einer künftigen Veranstaltung präsentiert werden, der Städte-Ausstellung Düsseldorf 1912.
Auch befasste man sich mit dem Problem der Zersiedelung als Folge einer planerisch unzureichend gelenkten Raumentwicklung der rheinisch-westfälischen Industrie. Weil Planern und Architekten der Schutz vereinzelter Naturräume und Freiflächen nicht reichte, sondern ihnen nach der Gartenstadt-Idee sowie dem Vorbild fortschrittlicher US-amerikanischer Städte und deren Modell der „Parc Associations“ die Planung großzügiger Grüngürtel sinnvoll erschien, diskutierten sie nach einer Idee des Düsseldorfer Regierungspräsidenten Francis Kruse einen „Nationalpark für den rheinisch-westfälischen Industriebezirk“. Einer der Diskutanten war der Planer Robert Schmidt, der bald in einem von Kruse 1910 einberufenen Arbeitsausschuss des Regierungsbezirks Düsseldorf mitwirkte. Dessen Ergebnisse flossen in eine 1912 von Schmidt verfasste Denkschrift über die Idee eines „General-Siedelungsplans“ ein. Mit diesem Plan wollte man dem Raum Siedlungsflächen vorgeben sowie regionale Grünzüge und Hauptverkehrstrassen sichern. Die Denkschrift lieferte einen entscheidenden Anstoß für die Entstehung der Landesplanung in Deutschland und die Gründung des Siedlungsverbands Ruhrkohlenbezirk.